# Postarbejder
Postarbejder er en film instrueret af Peter Gorm Hansen.

## Handling
Filmen blev lavet på initiativ af postarbejderklubben på Frederiksberg Postkontor. Den viser en postarbejders arbejdsdag på postkontoret og på distriktet. På den ene side problemer og stress, på den anden side den sociale kontakt med de andre postbærere, der gør det udholdeligt.